# Podlasie (powiat płocki)
Podlasie – wieś w Polsce położona w województwie mazowieckim, w powiecie płockim, w gminie Łąck.
W skład sołectwa Korzeń Królewski-Podlasie wchodzą wsie Korzeń Królewski i Podlasie.
W latach 1975–1998 miejscowość należała administracyjnie do województwa płockiego.